# Альфонсо II (король Неаполя)
Альфонсо II (итал. Alfonso II di Napoli; 4 ноября 1448, Неаполь — 19 ноября 1495, Мессина) — король Неаполя в 1494—1495 годах из династии Трастамара (в Неаполе называемой обычно Арагонской). Сын короля Неаполя Фердинанда I и Изабеллы Киарамонте.

## Биография
Альфонсо, подобно своему отцу, был жесток и вероломен, но был лишен достоинств Фердинанда I: образованности, любви к искусству и науке. Ещё при жизни отца он был известен своей грубостью, распутством, причём жертвами его насилия было немало девушек из знатных семей. Альфонсо был виновен в многочисленных преступлениях во время вторжения в Папскую область в 1485—1486 годах и был одним из инициаторов и участников вероломного убийства бывших мятежников, ранее лицемерно прощённых Фердинандом I. За это он, как и отец, был отлучён папой Иннокентием VIII от Церкви.
Альфонсо II наследовал отцу в январе 1494 года. Его воцарением были недовольны его подданные, прекрасно знакомые с нравом нового короля, против Альфонсо выступил папа Александр VI. Ситуацией воспользовался король Франции Карл VIII, унаследовавший после прекращения Анжуйской линии Валуа права на неаполитанскую корону (его бабка Мария Анжуйская была родной сестрой Людовика III Анжуйского и Рене Доброго).
Карл VIII объявил в 1494 году о своих правах на Неаполь и выступил в итальянский поход. Альфонсо II был вынужден отступить из Папской области в своё королевство, а после вступления войск Карла VIII в Рим (январь 1495 года) отрёкся от престола в пользу своего сына Фердинанда II (1469—1496). После отречения Альфонс II уехал в Сицилию, где и умер 19 ноября 1495 года от злокачественого нарыва.
Альфонсо II показал себя никчемным правителем, не сумев добиться ни лояльности подданных, ни международного авторитета. Его короткое царствование стало началом конца независимого Неаполитанского королевства.

## Семья
Альфонсо II был женат на миланской принцессе Ипполите Марии Сфорца (18.04.1446 — 20.08.1484) и имел от неё троих детей, в том числе:
- Фердинанд II (26.07.1469 — 07.10.1496), король Неаполя в 1495—1496 гг.
- Изабелла (02.10.1470 — 11.02.1524), жена миланского герцога Джан Галеаццо II (1469—1494)

Печальную известность приобрел его внебрачный сын Альфонсо (1481—1500), один из мужей Лукреции Борджиа, убитый своим шурином Чезаре Борджиа. Внебрачная дочь короля, Санча Арагонская, была женой другого представителя этого семейства, Джоффре Борджиа.

## В культуре
- Сериал «Борджиа» (Канада, Венгрия, Ирландия. 2011—2013). Роль принца Альфонсо исполнил британский актёр  Август Прю. В сериале был казнён французским королём Карлом VIII.
- Сериал «Великолепные Медичи» (2016—2019). В 3 сезоне роль принца Альфонсо исполнил итальянский актер Марко Фоски. В сериале погиб  в бою с турками до смерти отца и жены.